# The Woman in Me
Pour le single, voir The Woman in Me (Needs the Man in You).
Albums de Shania Twain
Shania Twain Come On Over
The Woman in Me est le deuxième album de Shania Twain. Cette fois-ci, elle décide d'écrire les chansons de l'album, et  participe à 10 chansons sur 12. La chanson Any Man of Mine lance la carrière de la chanteuse car elle devient son premier numéro un aux États-Unis et même au Canada sur la palmarès country.

## Historique
À cause du succès très mitigé de son premier disque, elle essaie de trouver un producteur qui accepte les chansons, mais ce sera difficile de trouver un producteur. Un soir de 1993, Robert John "Mutt" Lange téléphone chez elle. Ensuite, il a discuté de ce disque. Cet album qui se veut un country-rock est différent des autres albums country. Elle enregistre l'album entre 1993 et en 1995. L'album sera complété en dix-sept mois.
L'album est lancé en février 1995 aux États-Unis au Canada ainsi que durant l'année en Europe. L'album sera lancé en Australie en 1996. L'album sera relancé en 2000 en Europe lorsqu'elle est devenue une vedette. 

## Ventes de l'album
Aux États-Unis, l'album débute en 196e position en février 1995. Près d'un an plus tard, l'album atteint finalement la cinquième position du palmarès américain et un an plus tard, l'album s'est vendu à plus de quatre millions de copies. Depuis, l'album est vendu à plus de douze millions de copies aux États-Unis. Au Canada, l'album débute en 96e position, avant d'atteindre en janvier 1996 la sixième position. L'album passe presque deux ans au palmarès et reçoit en 1999 un double disque de diamant pour la vente de deux millions de copies au Canada.
En Australie, l'album atteint également la 17e position en février 1997, porté par le simple I'm Outta Here!. En 2011, l'album reçoit une certification de triple platine.
L'album est relancé en 2000 en Europe, l'album obtient un très bon engouent et se retrouve sur les palmarès dans plusieurs pays Europe, dont la cinquième position en Norvège, la septième position au Royaume-Uni, la 46e position aux Pays-Bas, la 60e position en Irlande et la 72e position en Allemagne. En Nouvelle-Zélande, à la suite du succès de l'album Come on Over, l'album atteint la 38e position en 1999.
Depuis sa sortie, l'album s'est vendu à vingt millions d'exemplaires dans le monde.

## Liste des titres
Tous les chansons ont été écrites par Shania Twain et Robert John "Mutt" Lange sauf ceux qui sont mentionnées.
| No  | Titre                                          | Auteur                   | Durée |
| --- | ---------------------------------------------- | ------------------------ | ----- |
| 1.  | Home Ain't Where His Heart Is (Anymore)        |                          | 4:12  |
| 2.  | Any Man of Mine                                |                          | 4:07  |
| 3.  | Whose Bed Have Your Boots Been Under?          |                          | 4:25  |
| 4.  | (If You're Not in It for Love) I'm Outta Here! |                          | 4:30  |
| 5.  | The Woman in Me (Needs the Man in You)         |                          | 4:50  |
| 6.  | Is There Life After Love?                      |                          | 4:39  |
| 7.  | If It Don't Take Two                           |                          | 3:40  |
| 8.  | You Win My Love                                | Robert John "Mutt" Lange | 4:26  |
| 9.  | Raining on Our Love                            |                          | 4:38  |
| 10. | Leaving Is the Only Way Out                    | Shania Twain             | 4:07  |
| 11. | No One Needs to Know                           |                          | 3:04  |
| 12. | God Bless the Child                            |                          | 1:30  |

## Singles de l'album
Whose Bed Have Your Boots Been Under? est le 1er extrait de l'album. À l'origine, elle voulait lancer Any Man of Mine. Mais Mercury ne voulait pas brusquer le public et voulait faire la transition. La chanson démarre tranquillement sur le palmarès country américain et met quatre mois avant d'atteindre sa plus haut position : la 11e position. La chanson devient aussi n.1 sur la palmarès country au Canada.
Any Man of Mine devient le 2e extrait de l'album. La chanson rencontre un très grand succès commercial. La chanson se classe n.1 des palmarès countrys aux États-Unis et au Canada. Il s'agit de la 1re artiste country canadienne depuis 1986 à avoir un single n.1 au palmarès country américain. La chanson fait aussi son apparition sur la Billboard Hot 100, atteignant la 31e position. Elle devient son 1er top 40 aux États-Unis. La chanson est lancée à travers le monde en 1995 comme 1er single, mais n'ira pas bien loin.
The Woman in Me (Needs the Man in You) est choisi comme troisième extrait de l'album. La chanson se classe sur la palmarès countrys n.1 au Canada et 14e aux États-Unis. La chanson fait également son apparition sur la palmarès AC au Canada, atteignant la 22e position (devenant son premier hit au AC). La chanson est choisie comme 2e extrait dans le reste du monde.
(If You're Not in It for Love) I'm Outta Here! est le quatrième extrait de l'album. La chanson se classe n.1 des palmarès country au Canada et États-Unis, n.74 du Billboard Hot 100 et apparait sur le palmarès AC au Canada. La chanson sera lancée comme troisième extrait dans le reste du monde et elle obtient un début de notoriété en Australie, la chanson se classe au top 5 en Australie en 1997. Le succès de la chanson permet à l'album d'atteindre le top 20 en février 1997.
You Win My Love sera le cinquième extrait de l'album. La chanson se classe n.1 des palmarès country aux États-Unis. Pendant ce temps, la chanson est lancée comme quatrième extrait dans le reste du monde, mais est loin de rencontrer le succès de I'm Outta Here en Australie, atteignant seulement la 67e position en Australie.
No One Needs to Know sera le sixième extrait de l'album. Le single sera utilisé comme trame sonore du film Twister, lors de la sortie du single. Elle rencontre un très grand succès commercial, atteignant le n.1 des palmarès country au Canada et États-Unis.
Home Ain't Where His Heart Is (Anymore) sera le septième extrait de l'album. Bien que le single se classe sur les palmarès country canadien (n.7), le single rencontre un succès modéré sur les palmarès countrys, atteignant la 28e position.
God Bless the Child est le dernier extrait de l'album. La chanson était à l'origine un a cappella sur l'album. Pour la sortie en single, ils ont décidé d'ajouter des paroles et des arrangements. La chanson se classe sur les palmarès country n.10 au Canada et n.48 du palmarès country. Il s'agit de la chanson de l'album qui a la plus basse position sur le palmarès country. La chanson apparaît également sur le Billboard Hot 100.

## Personnes ayant participé
- Sam Bush – mandoline
- Larry Byrom – Guitare acoustique, guitare rythmique
- Billy Crain – slide guitar
- Glen Duncan – fiddle
- Dann Huff – guitare baryton, lead guitar, slide guitar, guitar textures, wa-wa guitare
- Paul Franklin – pedal steel guitar, Pedabro
- Rob Hajacos – fiddle
- John Hughey – pedal steel guitar
- David Hungate – guitare basse, basse fretless, contrebasse
- John Barlow Jarvis – piano, piano électrique Wurlitzer
- Robert John "Mutt" Lange
- Paul Leim – batterie, percussion, tambourin, shaker
- Brent Mason – lead guitar, electric guitar, six-string bass guitar
- Terry McMillan percussion, cencerro, harmonica, harpe
- Hargus "Pig" Robbins – piano
- Brent Rowan – electric guitar textures
- Joe Spivey – fiddle
- Shania Twain – leader, Choriste

- Robert John "Mutt" Lange - producer
- Ingénieur du son Studios - Ron "Snake" Reynolds
- Assistant ingenieur - Craig White
- Overdubs Recorded At Battery Studios-Nashville, Javelina Recording Studios-Nashville, Recording Arts-Nashville;
- Ingénieur à Battery Studios - Lee Groitzsch
- Ingénieur à Javelina Studios - Warren Peterson, Lee Groitzsch, Robert Charles
- Ingénieur à Recording Arts - Brian Tankersly, Wayne Morgan

## Charts mondiaux
Vente mondiale: 20 000 000
| Pays               | Meilleure position | Certification | Vente      |
| ------------------ | ------------------ | ------------- | ---------- |
| Australie          | 17                 | 3x Platine    | 210 000    |
| Canada             | 6                  | 2x Diamant    | 2 000 000  |
| Allemagne          | 72                 |               | 50 000     |
| Irlande            | 60                 |               |            |
| Pays-Bas           | 46                 |               |            |
| Nouvelle-Zélande   | 38                 |               | 4 000      |
| Norvège            | 5                  |               | 15 000     |
| Royaume-Uni        | 7                  | Platine       | 300 000    |
| États-Unis         | 5                  | Diamant       | 12 000 000 |
| États-Unis Country | 1                  | Diamant       | 12 000 000 |

## Récompenses
- Canadian Country Music Association (CCMA's): Album de l'année (1995)[2]
- Academy of Country Music Awards (ACMA's): Album de l'année (1996) [3]
- Billboard Music Awards: Album country de l'année (1996)
- Golden Pick Awards: Favorite Album (1996)
- Grammy Awards: Meilleur album country (1996)
- Radio & Records' Trade Magazine Poll: Meilleur album country (1996)
- RPM's Big Country Music Awards - (Canada): Album de l'année (1996)
- Canadian Country Music Association Awards (CCMA's): Special Achievement Award (Meilleure vente de l'histoire pour une chanteuse de country) (1998) [4]
- Canadian Country Music Association Awards (CCMA's): Meilleure vente d'album (1998) [4]